# Vincent Millot
Vincent Millot (Montpellier, 30 de Janeiro de 1986) é um tenista profissional francês, seu melhor ranking de 199, de simples, pela ATP.

## Simples

### Vice-Campeonatos (2)
| Legenda               |
| ATP Challenger Series |

| N. | Data       | Torneio        | Piso   | Oponente na final | Placar da final |
| 1. | 15.06.2009 | Milão, Italia  | Saibro | Alessio Di Mauro  | 4-6, 6-7(3)     |
| 2. | 20.07.2009 | Manta, Equador | Saibro | Horacio Zeballos  | 6-3, 5-7, 3-6   |